# Paulo Roberto Vecchio
Predefinição:Info/ex Futebolista
Paulo Roberto Vecchio (Porto Alegre, 30 de janeiro de 1943) - (Curitiba, 17 de fevereiro de 2023) Foi um ex-futebolista brasileiro.

## Carreira
Paulo Vecchio começou a carreira no Internacional, estreando em uma partida amistosa contra o Peñarol, no Uruguai. Emprestado ao Sport Club São Paulo, de Rio Grande, em 1961, Paulo Vecchio não adaptou-se à cidade, retornando ao Internacional no mesmo ano.
Aos 19 anos, foi sondado pelo Bologna da Itália, o qual ofereceu 6 mil dólares por seu passe. Entretanto, quando o representante do clube italiano desembarcou em Porto Alegre, o valor do passe de Paulo Vecchio sofreu uma inflação de mais de 300%, e passou para 20 mil dólares. Logo, a negociação não se concretizou. Paulo Vecchio foi então emprestado, em 1962, ao Londrina, por intermédio de Ivo "Motorzinho", ex-jogador do Internacional. Naquele mesmo ano, Paulo Vecchio marcou os dois gols da partida que deu o título estadual ao Londrina.
Em 1964, transferiu-se ao Ferroviário, tornando-se bicampeão paranaense em 1965 e 1966. Foi emprestado por uma partida ao Coritiba no final de 1967, para um amistoso contra a Seleção da Hungria no Estádio Belfort Duarte, vencida pelo clube da capital paranaense pelo placar de 1–0.
Defendeu as cores do Metropol de Criciúma, ainda em 1967, por empréstimo, sendo campeão catarinense daquele ano. Em 1968, o Atlético Paranaense tentou contratá-lo por empréstimo com duração de nove meses, porém Paulo Vecchio só jogaria no clube se seu passe, avaliado em 68 milhões de cruzeiros, fosse comprado. Porém, um telefonema fez o jogador ir para o Coritiba, onde ficaria até 1973 e conquistaria quatro títulos estaduais. Em um deles, o de 1968, marcou um gol no último minuto de jogo de um Atletiba que deu o título ao Coritiba, acabando com um jejum que durava 8 anos.
Paulo Vecchio encerrou a carreira no Londrina, em 1973.
Paulo Vecchio faleceu em 17 de fevereiro de 2023 apos ter uma parada cardiaca

## Títulos
Internacional
- Campeonato Gaúcho: 1961

Londrina
- Campeonato Paranaense: 1962

Ferroviário
- Campeonato Paranaense: 1965 e 1966

Metropol
- Campeonato Catarinense: 1967

Coritiba
- Campeonato Paranaense: 1968, 1969, 1971 e 1972